# Valérie Louri
Valérie Louri, est une chanteuse française, née en Martinique.

## Biographie
Elle étudie la danse à l'école de danse Alvin Ailey et au Broadway Dance Center à New York, ville dans laquelle elle habite pendant deux ans. De 1999 à 2003, elle chante au sein du groupe antillais Bélya. En 2003, sa participation au Chant des Sirènes "Hommage à Edith LEFEL" constitue un tournant.
En effet, sa prestation ne laissera pas insensible Jean-Michel Mauriello, producteur du label "Hibiscus Records", qui lui propose de signer un contrat pour la réalisation de son premier album solo "Bay Lanmen", dans lequel peuvent être écoutées des musiques bèlè.
En 2006, Valérie Louri joue dans la comédie musicale La Légende du Roi Lion en tant que chanteuse.
En 2007, elle est retenue par France Ô aux présélections pour le Concours Eurovision de la chanson, avec le titre Besoin d'Ailleurs composé par Marco Prince et atteint la 4e place lors de la finale de la sélection française sur France 3. La même année, Valérie Louri reçoit le Prix SACEM Martinique 2007, récompensée comme « Succès de l'année 2006 » pour le titre Bay Lanmen, meilleure composition pour Marc Elmira avec le titre Bay Lanmen et enfin, « Révélation Air Caraïbes ».
En 2009 sort son deuxième album Famm Lanmou et en mai de la même année, elle est l'invitée du festival Terre de Blues.
En mai 2014, elle participe au single J'aime Les Bourgeois de l'album Jen Kon Vye de Joby Valente avec Ludivine Retory.
En octobre 2016, elle sort un album intitulé Le Bruit des Vagues Man Pa.
En 2021 sort son album Transition.